# Février 2005

## Actualités du mois de février 2005

### Mardi1erfévrier2005
- Vatican : Jean-Paul II est hospitalisé d’urgence pour des complications causées par une grippe contractée dimanche.
- Le roi du Népal, Gyanendra Bir Bikram Shah Dev, décrète l’état d'urgence et dissout le gouvernement[1],[2].

### Mercredi2 février 2005
- Vendée Globe : Vincent Riou remporte la 5e édition de la course, en 87 jours et 10 heures.
- France : La cour d’appel de Riom condamne l’artiste-peintre Kiki Lamers à huit mois de prison avec sursis et 5 000 euros d’amende pour « corruption de mineur de quinze ans » à la suite de photographies d’enfants nus prises par elle, en considérant que « l’alibi artistique invoqué […] est sans pertinence ». L’artiste a annoncé sa décision de se pourvoir en cassation.
- Géorgie, Tbilissi : Le Premier ministre Zourab Jvania et le vice-gouverneur de la région de Basse Kartlie, Raoul Youssoupov, ont été retrouvés morts dans un appartement de la capitale géorgienne où ils dînaient. Les premiers éléments de l’enquête sembleraient indiquer une mort par empoisonnement au gaz à cause d’un chauffage défectueux. La mort de cet acteur de la « révolution de la rose » de novembre 2003 survient à un moment où la Russie poursuit son soutien aux régions séparatistes géorgiennes d’Abkhazie et d’Ossétie du Sud[3].

### Jeudi3 février 2005
- Afghanistan : Un Boeing 737 de la compagnie Kam Air s'écrase à quelques dizaines de kilomètres à l'est de Kaboul, causant la mort de 104 personnes dont 18 étrangers.
- Irak, Salahuddin : Massoud Barzani (PDK) et Jalal Talabani (UPK), chefs des deux régions autonomes du Kurdistan irakien, annoncent l’unification des deux entités. Le premier ministre unique est Massoud Barzani. Néanmoins, malgré cette annonce, les ministères stratégiques comme l’armée et les finances ne voient pas nommer leurs titulaires, dans l’attente des résultats définitifs des élections législatives du 30 janvier 2005.
- Maroc : La police espagnole arrête à Melilla, Rachid Mohamed Kadur, un Marocain soupçonné d'implication dans les attentats du 11 mars 2004 à Madrid qui ont fait 191 morts.

### Vendredi4 février 2005
- Vendée Globe : Mike Golding troisième.
- Ukraine, Kiev : Investiture par le Parlement ukrainien de Ioulia Tymochenko au poste de Premier Ministre.

### Samedi5 février 2005
- Libye, Tripoli : Signature d’un accord-cadre de coopération militaire entre la France et la Libye, au cours de la visite de la ministre de la Défense, Michèle Alliot-Marie, auprès du président Mouammar Kadhafi. C’est la première visite d’un ministre français dans ce pays depuis 1969.
- Suisse : Le parti démocrate-chrétien suisse (PDC) dit « oui » aux accords bilatéraux II (Schengen et Dublin), signés par Berne avec l’Union européenne.
  - Réunis en assemblée samedi, les délégués approuvent l’extension de la libre circulation des personnes aux dix nouveaux États membres de l’UE.
  - Si le référendum lancé par l’Union démocratique du centre (UDC) réunit les 50 000 signatures requises, le peuple suisse devra se prononcer le 5 juin sur l’adhésion à l’espace Schengen et à la convention de Dublin.
- Togo : Mort du président togolais Gnassingbé Eyadéma.
  - Doyen des chefs d’État africains et figure de la « Françafrique », considéré par beaucoup comme un dictateur patenté. Il était président depuis 1967, à la suite d'une série de coups d’État entre 1963 et 1967, dont le premier vit l’assassinat du président élu Sylvanus Olympio par Eyadéma.
  - À la suite de l’absence du président de l’Assemblée nationale qui, selon la Constitution, doit assurer l’intérim de la présidence, l’armée togolaise prend le pouvoir pour le « confier » au fils de Gnassingbé Eyadéma, Faure Eyadéma. L’Union africaine dénonce un coup d'État militaire.

### Dimanche6 février 2005
- Cambodge : Le pays confirme un premier cas de grippe aviaire.
  - Le Cambodge confirme qu’une femme de 25 ans morte la semaine précédente était la première victime cambodgienne de la grippe aviaire. Le chef du département des maladies infectieuses du ministère de la Santé, Ly Sovann, déclare que la victime a succombé au virus H5N1 de la grippe aviaire. Le ministère de la Santé avait annoncé le jeudi précédent qu’aucun membre de la famille n’avait été contaminé, se fondant sur des tests réalisés par l’Institut Pasteur de Phnom Penh.
  - Aucune autre province du Cambodge n’enregistre de foyers et aucun cas de contamination humaine n’est annoncé au Cambodge en dépit de foyers l’année précédente dans le grand Phnom Penh.
- Togo : L’Assemblée nationale cautionne l’arrivée au pouvoir du fils du président défunt 
  - Les députés togolais donnent dimanche leur caution à l’arrivée au pouvoir du fils du président défunt, en le désignant nouveau président de l’Assemblée nationale et en amendant la Constitution pour lui éviter d’avoir à convoquer des élections anticipées.
  - Par ce subterfuge, le nouvel homme fort du Togo, Faure Gnassingbé, fils du président Gnassingbé Eyadéma décédé la veille d’une crise cardiaque, espère donner un vernis légal à sa nomination précipitée comme président du Togo, dénoncée comme un coup d’État par l’Union africaine.
- États-Unis : L’équipe de football « Patriots » de la Nouvelle-Angleterre remporte le XXXIXe Super Bowl en battant l’équipe « Eagle » de Philadelphie 24 à 21 au stade Alltel, leur troisième en quatre ans.
  - L’ancien ministre de la Recherche Hubert Curien, décédé à l’âge de 80 ans, spécialiste de minéralogie, a été un des « pères » de la fusée Ariane et un promoteur acharné de l’Europe scientifique.
  - Entré en 1966 au CNRS comme directeur scientifique, il en est devenu directeur général de 1969 à 1973.
  - Nommé président du Centre national d’études spatiales (CNES) en 1976, il a assuré à ce poste la responsabilité de la politique spatiale française, en sachant maintenir une coopération étroite, tant avec les Américains que les Soviétiques.
  - Devenu parallèlement premier président de l’Agence spatiale européenne (ESA) de 1979 à 1984, il a été un des principaux défenseurs du programme « Ariane » et a su convaincre les autres membres de cette agence de la nécessité de donner à l’Europe, avec ce lanceur, les moyens de garder sa place entre les deux grands de l’espace.
  - Ministre de la Recherche et de la Technologie en (1984-1986) et de (1988 à mars 1993). De caractère affable, gendre de l’académicien décédé Georges Dumézil, Hubert Curien qui avait tout au long de sa vie multiplié les responsabilités à la tête de nombreux organismes scientifiques, était encore membre du Haut conseil pour la recherche et pour la coopération scientifique et technologique.
- Thaïlande, élections législatives : Le parti Thaï Rak Thaï (TRT) du premier ministre Thaksin Shinawatra, a remporté plus de 350 sièges des 500 de la Chambre des représentants. Il arrive loin devant le Parti démocrate de Banyat Bantadtan (environ 90 sièges contre 201 espérés) qui espérait avoir suffisamment de voix pour pouvoir censurer le premier ministre ; Banyat Bantadtan a immédiatement démissionné de son poste.

### Lundi7 février 2005
- France : Club Internet porte plainte contre Wanadoo, filiale de France Telecom pour entrave à la concurrence. Club Internet accuse l’opérateur majoritaire de vendre des accès Internet à des prix « inférieurs aux coûts » et réclame 50 millions d’euros de dommages et intérêts. Cette plainte s’appuie sur une décision de Commission européenne condamnant Wanadoo pour « vente à perte d’ADSL » avec une amende de 10,35 millions d’euros. Wanadoo fait appel de ce jugement.
- Royaume-Uni : Un référendum est organisé, par correspondance, entre le 7 et le 21 février 2005, dans la ville d’Édimbourg (Écosse) pour décider de la mise en place d’un péage urbain dans le centre-ville.
- Espace, États-Unis : Le télescope spatial Hubble n’est plus dans les priorités de la NASA d’après le budget 2006 présenté au Congrès. Sans la mission de la navette spatiale prévue initialement en 2006, le télescope cessera de fonctionner en 2007 et sera ensuite détruit par projection dans l’atmosphère terrestre. 
  - Le télescope dont l’agence spatiale avait pourtant assuré la promotion des images, a réorienté ses fonds vers les objectifs assignés par le président George W. Bush : achever la station spatiale internationale, retourner sur la Lune et préparer un voyage habité vers Mars[4].

### Mardi8 février 2005
- Voile : La navigatrice Ellen MacArthur bat le record du tour du monde en solitaire de près de 32 heures.
- France, retraite : « les Français épargnent moins que les autres. » 
  - Les Français épargnent moins pour leur retraite que les habitants des autres pays européens. Les actifs français consacrent 203 euros en moyenne par mois à la préparation de leur retraite alors que leurs aînés, aujourd’hui à la retraite, indiquent avoir économisé à cette fin 135 euros.
  - En Europe, la France se place en cinquième position derrière le Royaume-Uni (285 euros), l’Allemagne (241 euros), la Belgique (226 euros) et l’Espagne (208 euros). Pour préparer leur retraite, les Français ne se tournent pas forcément vers des produits dédiés puisque près de 65 % choisissent avant tout de faire des économies. 55 % des retraités disposent d’une assurance vie, contre seulement 42 % des actifs. Le Plan d'épargne retraite populaire (Perp) ne séduit que 16 % des actifs et 15 % des retraités.
  - Les Français chiffrent à 1 586 euros le montant moyen nécessaire pour subvenir aux besoins d’un ménage retraité, alors que le montant net mensuel effectif ressort à 1 529 euros[5].

### Mercredi9 février 2005
- Espagne, Madrid : Un attentat de l’ETA fait 15 blessés. Les autorités ont été prévenues quelques minutes avant l’explosion par un coup de téléphone anonyme.

### Jeudi10 février 2005
- Arabie saoudite, élections municipales : Pour la première fois, l’ensemble des électeurs saoudiens vont élire une partie de leurs conseils municipaux. Les élections concernent Riyad et sa région ; le 3 mars et le 21 avril, le reste du pays votera de même. Bien que rien ne les en empêche d’après la loi électorale, les femmes ont été exclues de ces élections[6].
- Corée du Nord : la Corée du Nord annonce officiellement que son armée possède des armes nucléaires. Par ailleurs, elle se retire des négociations sur son programme nucléaire.
- France : Plus de 100 000 lycéens manifestent dans toute la France contre le projet de réforme de l’éducation du ministre François Fillon. Ce dernier se dit « extrêmement attentif et préoccupé » mais ne changera pas son texte de loi.
- Italie : Première célébration de la giornata del ricordo (journée du souvenir) en commémoration des massacres des foibe de 1943-1945.

### Vendredi11 février 2005
- Pakistan, Islamabad : Une semaine de pluies torrentielles et de chutes de neige record ont fait plus d’une centaine de morts au Pakistan depuis le mercredi précédent, dont au moins trente-cinq personnes tuées le jeudi lors de la rupture d’un barrage sur la côte sud-ouest du pays.

« C’est la première fois depuis au moins quinze ans que nous enregistrons d’aussi fortes pluies de manière incessante », indique le directeur du Département météorologique pakistanais, Qamruz Zaman. Le vendredi, les services de la météo ne prévoyaient pas de rémission des intempéries avant au moins le lundi.
- Suisse : Trop de jeunes dépensent sans avoir assez d’argent. Près de 80 % des personnes endettées l’ont été pour la première fois avant l’âge de 25 ans. Les origines de l’endettement sont multiples. Les jeunes se couvrent de dettes parce qu’ils sont victimes d’achats compulsifs, parce qu’ils tombent sous l’influence de la publicité, parce qu’ils se laissent guider par les pratiques commerciales de certains ou parce qu’ils recourent trop au crédit à la consommation.
- Suisse : les routes moins meurtrières en 2004. Le nombre de morts sur la route a reculé de 7 % l’année dernière, passant de 549 en 2003 à 509 et celui des blessés graves de 5 900 à 5 500. Une fois de plus, les causes principales des accidents mortels sont la vitesse inadaptée (40 % des accidents) et la conduite en état d’ébriété (20 %).
- Suisse : le pays a exporté davantage de fromage en 2004. La Suisse a exporté 55 613 tonnes de fromage en 2004, fromage fondu inclus, soit 7,3 % de plus que l’année précédente. Les importations ont en revanche diminué de 1,3 % à 31 461 tonnes, selon l’Organisation fromagère suisse.

L’exportation de fromage à pâte mi-dure a augmenté de 609 tonnes (+ 8,6 %). L’appenzeller avec 245 tonnes (+ 5,2 %) et les diverses spécialités à pâte mi-dure avec 214 tonnes (+ 64 %) réalisent les plus fortes augmentations.
La tête de moine AOC, le fromage à raclette et le vacherin fribourgeois ont eux aussi progressé entre 11 % et 15,7 %. Une hausse de 873 tonnes (+ 9,3 %) a de même été enregistrée par le gruyère AOC. L’emmentaler a lui progressé de 1 096 tonnes ou 4,5 %.
- Santé - VIH : le service de santé de New York a rendu public un cas de virus de l’immunodéficience humaine (VIH) résistant aux traitements et développant rapidement la maladie du sida, chez un patient new yorkais, qui a dû être infecté il y a quelques mois seulement. Les médecins estiment que cet homme a été infecté lors de relations sexuelles non protégées avec des porteurs dont le virus a pu développer des résistances lors de traitements anti-rétroviraux.
- Loisir - Jeux vidéo : sortie de World of Warcraft sur PC.

### Samedi12 février 2005
- Guyane française : démonstration réussie du nouveau lanceur lourd Ariane V ECA[7].

### Dimanche13 février 2005
- Irak, élections législatives du 30 janvier 2005 : La commission électorale irakienne annonce les résultats de l’élection de l’Assemblée nationale transitoire. La liste chiite de l’Alliance irakienne unifiée de l’ayatollah Ali al-Sistani l’emporte avec environ 48 % des voix.

L’Alliance kurde obtient environ 25 % des voix. Les deux listes des dirigeants irakiens à majorité sunnite connaissent un échec : la liste du premier ministre Iyad Allaoui (environ 13 % des voix) et celle du président Ghazi al-Yaouar (5 sièges des 275 sièges).
L’Alliance irakienne unifiée n’ayant pas obtenu la majorité absolue des sièges, des négociations entre les différents partis vont avoir lieu pour former une coalition de gouvernement.
- France, Paris : Le théâtre de l'Empire, salle de spectacle parisienne, est dévasté par une forte explosion d’origine encore inconnue. Situé dans le XVIIe arrondissement, ce théâtre a accueilli de nombreuses manifestations et émissions de télévision, notamment Dimanche Martin de Jacques Martin ou les Mardis du cinéma de Pierre Tchernia.
- Espagne, Madrid : Incendie de la tour Windsor, gratte-ciel de 106 mètres de haut et d’une trentaine d’étages, dans le quartier financier du nord de la capitale. Il est éteint après dix-neuf heures de lutte, sans aucun mort ni blessé grave. Des incertitudes demeurent sur sa solidité, la carcasse de béton pouvant encore s’effondrer. Des inspections doivent avoir lieu dans les jours à venir.
- Italie, pollution : À Rome et dans d’autres grandes villes, les voitures sont interdites de circulation pour réduire la pollution de l’air.
- France : Mort à 77 ans d’Alfred Sirven, ancien directeur des affaires générales de la société Elf, condamné en 2003 à 5 ans de prison pour détournements de fonds dans le cadre de l’affaire Elf.
- Polynésie française : Élections territoriales partielles dans les Îles du Vent, à la suite de l’annulation des élections de mai 2004 par le conseil d’État. Près de 112 000 électeurs doivent élire 37 des 57 membres de l’Assemblée de Polynésie française. Ce scrutin devrait permettre de départager les partis de Gaston Flosse (sénateur UMP, du parti Tahoeraa huiraatira) et de Oscar Temaru (indépendantiste, du Tavini Huiraatira), tous deux candidats à la présidence du territoire.
- Serbie-Monténégro, Kosovo : Le président de la Serbie, Boris Tadic entame une visite de deux jours dans la province du Kosovo. C’est la première visite d’un président serbe dans cette province qui reste officiellement partie de ce pays, depuis celle de Slobodan Milosevic en 1995. Elle a lieu alors que le gouvernement serbe et le gouvernement autonome kosovar ont conclu un accord pour reprendre les discussions sur le futur statut de la province à majorité albanaiss.
- Portugal, Fátima : Mort au couvent de Coimbra de sœur Lucia à 97 ans, dernière survivante des trois enfants qui auraient vu la Vierge Marie leur apparaître, à Fátima, en 1917. L’annonce de sa mort trouble quelque peu la dernière semaine de la campagne des élections législatives, qui auront lieu le dimanche 20 février 2005.
- La sortie au Japon de la série Mahou Sentai Magiranger qui et la 29 ème serie Super sentai sur le theme de la magie et la série ses terminée le 12 février 2006

### Lundi14 février 2005
- Italie : Les groupes automobiles italien Fiat et américain General Motors se séparent sur un accord prévoyant le versement de 1,55 milliard d’euros par GM à Fiat, annoncent les deux constructeurs.

Fiat Auto, endetté de 8 milliards d’euros, compte, selon ses prévisions, revenir à l’équilibre financier en 2006.
L’Américain General Motors, déjà aux prises avec des difficultés en Europe où il prévoit de supprimer plus de 10 000 emplois d’ici 2006, n’était plus intéressé pour reprendre Fiat Auto et assumer une telle dette.
- Liban, Beyrouth : mort dans un attentat de Rafiq Hariri, chef du gouvernement de 1992 à 1998 et de 2000 à 2004.
- Philippines, Manille : le mouvement Abu Sayyaf revendique trois attentats qui ont tué 12 personnes dans la capitale des Philippines et dans le sud du pays. Abu Sulaiman, porte-parole du mouvement, le revendique en parlant de « cadeau de la Saint-Valentin » pour la présidente Arroyo.
- États-Unis, Californie : Lancement du site web d'hébergement de vidéos YouTube.

### Mardi15 février 2005
- France : mort du chanteur Pierre Bachelet à l’âge de 60 ans des suites d’un cancer.
- Tunisie : début de marée noire près de la ville de Korbous, à 50 km de Tunis, après l’échouage d’un bateau marocain à la suite d'une forte tempête.

### Mercredi16 février 2005
- Entrée en vigueur du protocole de Kyoto dans les pays signataires.
- Angleterre : dernière chasse à courre légale
- Amérique du Nord, Hockey sur glace : le commissaire de la LNH, Gary Bettman, annonce officiellement l’annulation complète de la saison 2004-2005 de la LNH, faute d’en venir à une entente concernant une nouvelle convention collective entre la Ligue et l’association des joueurs. Une différence de 6,5 millions de dollars séparés les deux parties pour ainsi s’entendre sur un plafond salariale et sur une nouvelle convention collective.  C’est la première fois qu’une ligue de sport professionnelle annule une saison complète en Amérique du Nord.
- Cachemire : à Islamabad, les ministres des Affaires étrangères de l’Inde et du Pakistan annoncent l’ouverture en avril 2005 d’une ligne de bus entre Muzaffarabad (capitale du Cachemire pakistanais) et Srinagar (capitale d’été du Cachemire indien). Les voyageurs seront munis d’une autorisation spéciale, le Pakistan ayant refusé l’utilisation des passeports pour ne pas reconnaître le statut de frontière internationale à la ligne de partage entre les deux pays.
- Suisse - Nigéria : Les autorités suisses annoncent qu’elles vont rendre au Nigeria 458 millions de dollars US, alors bloqués sur un des comptes du dictateur nigérian Sani Abacha (mort en 1998). La Suisse entend prouver qu’elle ne protège pas les fonds d’origine criminelle ; le Nigeria espère que cela va servir d’exemple à d’autres pays accueillant des fonds détournés par l’ancien dictateur.

### Jeudi17 février 2005
- Angleterre et Pays de Galles, chasse à courre : la traditionnelle chasse à courre est désormais interdite dans ces deux pays du Royaume-Uni.
- France : fin du change des pièces de franc français en euro.

### Vendredi18 février 2005
- Samoa : deux jours après le passage du cyclone tropical Olaf on compte neuf marins disparus.
- Polynésie française : Sans surprise, le président du gouvernement Gaston Flosse (proche de Jacques Chirac), qui refusait de démissionner après la défaite de son parti, le 13 février lors des élections partielles, est renverse par une motion de censure à l’Assemblée territoriale, pour laquelle se sont joints les 27 voix indépendantistes de l’Union pour la démocratie (UPLD, menés par Oscar Temaru, président renversé l’année précédente) et les 3 voix centristes de l’Alliance pour une démocratie nouvelle (ADN, menés par Nicole Bouteau, proche de François Bayrou). Les 27 élus proches de M. Flosse ne participent pas au vote. L’élection du nouveau président devrait intervenir le 28 février, et devrait être précédée d’intenses tractations compte tenu de la composition de l’Assemblée, dans laquelle aucun groupe de dispose de la majorité absolue.
- France : Jean-Charles Marchiani, ancien préfet du Var (et réputé proche du sénateur et ancien ministre Charles Pasqua), qui était incarcéré depuis le 2 août 2004 après avoir été mis en examen pour « recel d’abus de biens sociaux et trafic d’influence », est remis en liberté par la chambre de l’instruction de la cour d’appel de Paris, qui l’a astreint à un contrôle judiciaire très strict avec assignation à résidence à Toulon.
- Togo : Le président Faure Gnassingbé annonce l’organisation d’une élection présidentielle dans les soixante jours suivant la mort de son père, l’ancien président Gnassingbé Eyadéma, conformément à la constitution. Cependant, dans la journée du samedi 19, l’opposition togolaise réclame toujours le départ de Faure Gnassingbé, et les pays de l’Union africaine restent très réservés sur cette annonce.

### Dimanche20 février 2005
- Chypre turque, élections législatives anticipées : Les électeurs de la république turque de Chypre du Nord accordent la moitié des sièges du Parlement au Parti républicain turc (CTP, de centre-gauche) du premier ministre Mehmet Ali Talat, partisan de la réunification de l’île au sein de l’Union européenne. Ces élections ont été convoquées pour sortir de l’impasse politique de leur pays, à la suite de l’échec du plan de paix de 2004 qu’ils avaient pourtant accepté par référendum. La partie sud de l’île, la république de Chypre, avait adhéré à l’Union européenne tout en refusant ce plan de paix.
- Espagne, référendum de ratification du traité de Rome de 2004 : Les électeurs espagnols sont les premiers à ratifier par référendum le traité instituant une constitution de l’Union européenne. Trois pays ont déjà ratifié le texte par la voie parlementaire. 
  - Les résultats de ce référendum sont observés attentivement par le personnel politique en France, pays dont les électeurs devront se prononcer également par référendum dans quelques mois.
  - Environ 42 % des inscrits se sont déplacés pour voter.
- Portugal, élections législatives anticipées : Le Parti socialiste mené par son secrétaire général José Sócrates remporte la majorité absolue des sièges du Parlement. Il bat le Parti social démocratique du premier ministre Pedro Santana Lopes.
- Aux États-Unis, le journaliste Hunter S. Thompson, créateur du Gonzo journalism, se donne la mort. Il avait 67 ans.

### Lundi21 février 2005
- États-Unis - Europe : Le président des États-Unis, George W. Bush, commence une visite de quatre jours en Europe, notamment dans plusieurs pays qui se sont opposés à l’intervention en Irak de 2003 : l’Allemagne, la France et la Russie.
- Togo : L’Assemblée nationale du Togo annule la réforme constitutionnelle du 6 février précédent qui avait permis de légaliser l’accession au pouvoir de Faure Gnassingbé, fils du président défunt Gnassingbé Eyadéma. Cependant, M. Gnassingbé reste au pouvoir puisque le président de l’Assemblée nationale, Fambaré Ouattara Natchaba, est toujours au Bénin depuis que l’armée togolaise a fermé les frontières, le 5 février ; il ne peut donc prétendre exercer la présidence par intérim en attendant une nouvelle élection présidentielle.

### Mercredi23 février 2005
- Canada : Premier budget du gouvernement de Paul Martin. Le ministre des finances du gouvernement fédéral canadien, Monsieur Ralph Goodale, dépose aujourd’hui son premier budget. Il s’agit de la première fois depuis 1980 qu’un gouvernement minoritaire dépose un budget. À défaut d’avoir le soutien d’au moins un parti d’opposition, le gouvernement perdra le vote sur cette question et devra soit passer la main à un parti d’opposition soit aller devant le peuple dans une élection générale anticipée.

### Jeudi24 février 2005
- Canada - États-Unis : Le Premier ministre canadien Paul Martin annonce que son pays ne participera pas à l’élaboration du bouclier antimissile en projet chez son puissant voisin.
- Église catholique romaine, Rome : Hospitalisé en urgence à l'hôpital Gemelli, le pape Jean-Paul II subit une trachéotomie pour l’aider à respirer. Il ne devrait pas avoir l’usage de la parole pendant quelques jours.
- France - Amérique du Sud, économie : Fusion annoncée entre Mandrakesoft et Conectiva.
- France, éducation : Nouvelle manifestation importante des lycéens (plusieurs milliers) contre un projet de loi sur l’éducation appelé projet Fillon, manifestation à l’appel de l’UNL et de la FIDL, soutenue par les syndicats étudiants et les syndicats d’enseignants.
- France, Haute-Savoie : Un incendie détruit une grande partie du complexe de loisirs du Macumba, située à Saint-Julien-en-Genevois, près de la frontière avec la Suisse. Les clients, encore peu nombreux, ont tous pu être évacués. Le complexe se décrivait comme le plus grand d’Europe avec une surface de 8 000 m2.
- Grippe aviaire : Depuis Hô Chi Minh Ville (Viêt Nam), Joseph Domenech, directeur de la santé animale à la FAO, appelle à un effort financier plus important pour trouver des moyens de lutte contre cette maladie : médicaments, vaccins, meilleure hygiène et suivi des filières d’élevage. L’OMS s’inquiète dans le même temps des risques de transmission de cette maladie à d’autres espèces animales et à l’être humain.
- Palestine : Au sein de l’Autorité palestinienne, le Conseil législatif vote en faveur du gouvernement présenté par le Premier ministre Ahmed Qoreï de 24 ministres, essentiellement composés d’hommes (2 femmes) et de hauts-fonctionnaires de l’Administration. Il devrait durer jusqu’aux prochaines élections législatives quelques mois plus tard[8].
- Somalie : Élu et nommé fin 2004, mais siégeant en exil à Nairobi (Kenya), le président Abdullah Yusuf Ahmed et le premier ministre somaliens Ali Mohamed Gedi visitent pour la première fois depuis leur prise de fonction leur propre pays, toujours en proie aux conséquences de la guerre civile commencée en 1991.
- Suisse, élevage : Le Conseil fédéral décide d’interdire le chanvre comme nourriture pour animaux d’élevage, à partir du 1er mars suivant. Des traces de psychotropes ont été détectées dans des échantillons de lait[9].
- Tchétchénie, Cour européenne des droits de l'homme : La Russie est condamnée par la Cour européenne des droits de l’homme pour « atteinte au droit à la vie » et pour ne pas avoir enquêté effectivement sur les crimes dont l’Armée rouge était accusée par six Tchétchènes, dont les proches ont été tués ou eux-mêmes blessés par des soldats russes début 2000. La Russie a trois mois pour faire appel. Cent cinquante autres requêtes du même type attendent le jugement de la Cour européenne[10].

### Vendredi25 février 2005
- France, affaire Gaymard : Hervé Gaymard démissionne de son poste de ministre de l’Économie à la suite de la polémique née des révélations sur l’appartement qu’il occupait aux frais de l’État (600 m2 pour un loyer de 14 000 euros mensuels, sans compter les cinq domestiques) et aux incohérences et mensonges qu’il a énoncés pour se défendre.
  - Thierry Breton, connu pour avoir dirigé plusieurs sociétés dont l’État est actionnaire, est nommé en remplacement.
- Israël, Tel-Aviv : Un attentat-suicide devant une discothèque de Tel-Aviv tue son auteur et trois autres personnes. Revendiqué par le Djihad islamique, il s’agit du premier attentat depuis quatre mois en Israël.
- Togo : Faure Gnassingbé, fils du défunt président Gnassingbé Eyadéma renonce à la présidence par intérim. La pression internationale a certainement joué : le pays venait d’être suspendu de la Communauté économique des États de l'Afrique de l'Ouest (CEDEAO) et de l’Union africaine (UA). Le premier vice-président de l’Assemblée nationale assure l’intérim présidentiel. Les opposants restent critiques tant que l’opposant Gilchrist Olympio (favori lors de l’élection de 1998 suspendue par l’armée) ne pourra pas se présenter, mais des sources diplomatiques françaises craignent que sa participation ne débouche sur une crispation de l’armée togolaise.

### Samedi26 février 2005
- Sanaa, Yémen : Jugement en appel des accusés de l’attentat contre le navire de guerre américain USS Cole, le 12 octobre 2000, à Aden. Sur les six accusés, Abdel Rahim Al-Nachiri alors détenu aux États-Unis voit sa condamnation à mort confirmée.
- Informatique : Mort de Jef Raskin, père de l’interface graphique de Mac OS version I. Il a inventé le glisser-déposer et la plupart des éléments familiers à tous dans l’utilisation d’un micro-ordinateur.

### Dimanche27 février 2005
- Iran - Russie : Signature d’un accord entre ces deux pays pour la construction en Iran d’ici fin 2006 d’une centrale nucléaire à Bouchehr. Le combustible sera fourni par la Russie et récupéré par elle ; l’AIEA et les États-Unis craignent que l’uranium usagé serve à la fabrication d’armement nucléaire par l’Iran.
- Kirghizstan : Élections législatives dont l’enjeu est pour la classe politique locale de trouver des candidats à la succession du président Askar Akaïev qui ne peut pas se présenter à l’élection présidentielle du 30 octobre 2005. Celui-ci a néanmoins prévenu son peuple contre le « virus révolutionnaire » qui aurait d’après lui touché dans l’ex-Union soviétique, la Géorgie et l’Ukraine (voir élection présidentielle en Ukraine, 2004). Le pays accueille des bases militaires de la Russie et des États-Unis : les influences étrangères en cas de telle crise seraient donc importantes sur ce pays.
- Liban, Beyrouth : Une manifestation d’opposants à la présence syrienne a eu lieu sur la place des Martyrs, à Beyrouth, malgré l’interdiction du gouvernement libanais. Les manifestants réclament le départ des troupes syriennes de leur pays et accusent le gouvernement de Damas d’avoir commandité l’assassinat de l’ancien Premier ministre Rafic Hariri.
- Santé, tabac : Entrée en vigueur de la Convention-cadre de l’Organisation mondiale de la santé pour la lutte antitabac, adoptée en mai 2003 et ratifiée par une cinquantaine de pays dans le monde. Elle vise à interdire la publicité pour le tabac et à en limiter la consommation dans les lieux publics.
- Tadjikistan : Élections législatives au cours desquelles le parti du président Emomalii Rahmon a de fortes chances d’emporter le scrutin à cause des aspects autoritaires du régime.

### Lundi28 février 2005
- Liban : Omar Karamé, chef du gouvernement, présente la démission de son gouvernement lors de l’ouverture de la séance du Parlement.
- France : Le Parlement réuni en Congrès à Versailles adopte le projet de loi constitutionnelle portant révision du titre XV de la Constitution, préalable à la ratification du traité établissant une constitution pour l’Europe.
- Burundi, référendum constitutionnel : Les électeurs burundais doivent se prononcer sur une nouvelle constitution lors du premier scrutin depuis 1993 et la guerre civile. Ce texte fixe le nombre de représentants élus par « ethnie » (Hutus et Tutsis). Six votes doivent suivre pour composer l’ensemble des nouvelles institutions politiques du pays.
- France-Pologne, Arras : Premier sommet franco-polonais entre les présidents de la République française Jacques Chirac et polonaise Aleksander Kwaśniewski.